# Estación de Marne-la-Vallée - Chessy
La estación de Marne-la-Vallée - Chessy es una estación ferroviaria francesa situada en el municipio de Chessy en el departamento de Sena y Marne junto al complejo turístico Disneyland Paris.
Se encuentra integrada dentro de la LGV Interconexión Este, una línea de alta velocidad que conecta las líneas del norte con las del este y del sur sin pasar por París evitando así los inconvenientes de un sistema radial. 
Por la estación circulan esencialmente trenes de alta velocidad tanto nacionales como internacionales, hacia Londres (Eurostar) y hacia la frontera española. Además es el terminal este del ramal A4 de los trenes de cercanía de la línea A del RER.

## Historia
La estación abrió sus puertas el 1 de abril de 1992 tras la prolongación de la línea A del RER hacia el este desde Torcy para conectar París con el parque temático abierto por Disney en la zona y mejorar el transporte público en el área de Marne-la-Vallée y Chessy, ciudades de nueva creación y en plena expansión. 
Desde  1994, la puesta en marcha de la LGV Interconexión Este amplió sustancialmente la capacidad de la estación y supuso la llegada del tráfico de alta velocidad. Eurodisney aportó en su momento 38,1 millones de euros, de los casi 130 millones que costó la ampliación para facilitar la llegada de turistas tanto nacionales como extranjeros a sus instalaciones.
La estación RER acoge más de 11000 viajeros cada día y la estación TGV más de 5000.

## Descripción
La estación dispone de varios accesos tanto hacía la estación del RER como hacia la estación del TGV. La primera se compone de un andén central al que acceden dos vías. La segunda ofrece dos andenes centrales al que acceden tres vías. Otras dos vías, sin acceso a andén, permiten a los trenes cruzar la estación sin detenerse en ella. 

## Servicios ferroviarios

### Alta Velocidad
Las siguientes líneas de trenes de alta velocidad transitan por la estación. Todos los trenes desde Lille, tanto desde la estación de Lille-Europe como desde la de Lille-Flandres tienen una variante que permite llegar a Bruselas:
- Línea Marne-la-Vallée ↔ Bruselas
- Línea Lille ↔ Burdeos
- Línea Lille ↔ Toulouse
- Línea Lille ↔ Lyon
- Línea Lille ↔ Marsella / Toulon /  Niza
- Línea Lille ↔ Rennes / Brest / Quimper / Nantes
- Línea Lille ↔ Besançon
- Línea Lille ↔ Brive-la-Gaillarde
- Línea Lille ↔ Montpellier / Perpiñán

### Cercanías
Los trenes de cercanías de la línea A del RER son los que acceden hasta la estación de cercanías. Lo hacen a razón de un tren cada 10 minutos en ambos sentidos. En hora punta la frecuencia se puede elevar hasta los 12 trenes por hora. En horario nocturno circulan entre 2 y 4 trenes. 